# الطوفان (مسلسل)
الطوفان هو مسلسل تلفزيوني مصري درامي تراجيدي مقتبس من فيلم الطوفان لكاتبه ومخرجه بشير الديك سنة 1985. عرض المسلسل على قناة دي إم سي المصرية سنة 2017 خارج المنافسة الرمضانية ليحقق نجاحا كبيرا في مصر والعالم العربي بعد أن ضم عددا ضخما من ممثلي الصف الأول في بطولة تشاركية واحدة.

## ملخص العمل
قصة عائلة ميسورة الحال. الأم ربت أبناءها (ثلاثة أولاد وثلاثة بنات) بعد وفاة زوجها الذي ترك لهم أرض في الإسماعلية التي اتضح أنها ضمن مشروع قناة السويس فأصبح سعرها 300 مليون جنيه. كيف تتصرف هذه العائلة البسيطة بعد أن أصبح لديها ثروة كبيرة؟ كيف تتغير حياتهم بعد هذا «الطوفان».
تعبر قصة المسلسل عن اختلاف ردود الأفعال بين الأخوة تجاة المال والثروة. تظهر الشخصيات المختلفة تصرفات وأفكارا مختلفة تجاه الملايين التي يحصلون عليها مقابل أرضهم في الإسماعيلية.

## أبطال العمل والشخصيات

### الشخصيات الرئيسية
| - أحمد زاهر: عمر الإبن الأوسط - وفاء عامر: منيرة الإبنة الكبرى - روجينا: حنان الإبنة الوسطى - محمد عادل: يوسف الإبن الأصغر | - ماجد المصري: خالد زوج منيرة - أيتن عامر: داليا الأبنة الصغرى - فتحي عبد الوهاب: كمال الإبن الأكبر - نادية رشاد: الحاجة صفية |

### بطولة
| - هنا شيحة: تقى زوجة عمر - دينا: وفاء زوجة كمال - مجدي كامل: ايهاب أبن عم الأشقاء - رامي وحيد: ضياء زوج حنان - عبير صبري: شريفة زوجة خالد الثانية | - بشرى: لبنى زوجة كمال الثانية - أحمد صفوت: هاني زوج داليا - صلاح عبد الله: درويش والد ضياء - إيهاب فهمي: شاكر محامي خالد - عايدة رياض: ضحى أم هاني | - محمود الجندي: حسن المندوه والد أيهاب - زكي فطين عبد الوهاب: حلمي عنان والد سلمى - خالد كمال: هشام طليق لبنى - حنان يوسف: درية أم أيهاب | - بدرية طلبة: بدرية - سعيد صديق: والد فاطمة - ميسرة: جيهان صديقة هاني - دانا حمدان: فاطمة زوجة أيهاب |

بالاشتراك مع - بهجت عدلي - محمود عادل - باسم سمير - أميرة أحمد - فاطمة عادل - إيمي مصطفى - أحمد داش: كريم ابن لبنى - آية المصري - ريهام محيي: مروة أخت إيهاب - شهيرة فهمي - ملك بدوي: سلمى خطيبة يوسف - نشوى طلعت - دينا سامي - عزمي داود - أحمد خالد - وليد نبيل - عواطف حلمي: والدة تقى - محمد دياب - محمود بشير - سومة إبراهيم - أحمد سمير - إسلام صبري - محمود الشوربجي - هيثم شهاب - هاني التابعي - سلمى محمد - أسامة طراف - عثمان سعد - أحمد عبد الله - نورهان عبد العزيز - آية سليمان - أروى محمد - أيمن معروف - يوسف سامح - آية مصطفى - ريم عبد القادر: طفلة - إبراهيم رضوان - لوجي - تغريد السحار - محمد عبد الخالق - أحمد نجم- عبد الفتاح فرج الله: الباشا الحلقة 4

## الموسيقى التصويرية
- شارة بداية ونهاية المسلسل (أغنية فدان فلوس)
- كلمات: أيمن بهجت قمر
- ألحان: عمرو مصطفى
- غناء: إبراهيم الحكمي
- التوزيع الموسيقي: أحمد الموجي
- الموسيقى التصويرية: مصطفى الحلواني
- تم تسجيل الموسيقى التصويرية المسلسل في إستوديوهات
- إشراف عام: أحمد عبد العاطي
- إشراف فني: لوبا حماد
- مهندس صوت: محمد غانم
- إدارة مالية: سيد سالمان